# 다나베 노리오
다나베 노리오(일본어: 田辺 徳雄, 1966년 5월 11일 ~ )는 일본의 전 야구 선수이자, 현 일본 프로 야구 사이타마 세이부 라이온스의 2군 야수 특명 코치이다.
현역 시절의 포지션은 내야수였고 1980년대부터 1990년대에 걸친 세이부 라이온스의 황금 시대 유격수로 활약했다. 요미우리 자이언츠에 이적한 2000년 등록명은‘田辺 路朗’(동음)였고 현역 시절 별명은‘오야지’(おやじ)였다.

## 선수 시절

### 아마추어 시절
야마나시 현립 요시다 고등학교에 재학 중이던 1983년에 열린 하계 고시엔 대회(제 65회 전국 고등학교 야구 선수권 대회)에 출전해 1차전에서 요시이 마사토, 야마시타 노리히토가 소속된 미노시마 고등학교와 맞대결을 했는데 연장 13회에 끝내기 패배를 당했다. 1984년 프로 야구 드래프트 2순위에 지명돼 세이부 라이온스에 입단했다. 당시엔 세이부 황금 시대가 시작되던 때였는데 주위의 선수들 체격이나 활약하는 모습을 보며 과연 프로에서 잘해나갈 수 있을까하며 불안했다고 한다.

### 사이타마 세이부 라이온스시절

#### 1985년~1988년
2군에서는 감독이었던 히노 시게루와 수비 코치였던 히로세 오사무에게 강도 높은 훈련을 받았는데 낮 경기를 마친 후에는 특훈을 받았고 저녁 식사 후에도 야간 연습을 했다. 그런 노력들 덕분인지 데뷔 첫 해인 1985년에는 이스턴 리그에서 3할 타율을 기록했고 가을에는 미국 애리조나에서 열린 교육 리그에 파견됐다. 이듬해 1986년에는 1A에 해당하는 캘리포니아 리그의 새너제이 비즈에서 1번 타자로 경기에 나섰다. 140경기에 나와 3할대 타율로 1A 올스타전에도 출전했다. 여기서는 찢어진 스파이크를 사용하는 선수들을 보고 헝그리 정신을 배웠다고 한다.
한편, 1986년에 감독으로 취임한 모리 마사아키는 아키야마 고지를 3루수에서 중견수로, 이시게 히로미치를 유격수에서 3루수로 포지션을 변경시켰다. 그는 이시게 히로미치의 후임 유격수가 될 것이란 기대를 받았고 귀국 후 1987년에는 등번호가‘6으로 바뀌었다. 그 해에는 개막 후부터 주전이 됐는데 너무 긴장한 탓인지 연습 도중 부상을 입었고, 벤 오길비에게서 자리를 빼앗기는 등 후반기에는 2군으로 선수 생활을 했다. 이듬해 1988년에는 세이케 마사카즈와 주전 자리를 놓고 경쟁해 개인 최고 기록을 경신하는 51안타, 타율 2할 5푼 8리를 기록하는 등 타격력으로 포지션을 차지했다. 그러나 시즌 중 팔꿈치를 다쳤고 게다가 8월에는 어깨를 다치는 바람에 후반기에 1군 등록이 말소됐다.

#### 1989년~1999년
1989년 3월 11일에 열린 시범 경기에서 타구를 잡으려고 달려들다가 오른쪽 어깨쇄관절이 탈구돼 개막 후부터 16경기에 결장했지만 맹타상을 6차례나 기록하는 등의 활약으로 타순도 8번에서 6번으로 올랐다. 이 해에는 1년 내내 선발 멤버로 활약해 최종적으로는 부머 웰스에 이은 리그 타율 2위를 기록하며 베스트 나인과 골든 글러브상을 수상했다. 1989년 시즌 후 12월 7일에 3세 연상의 여성과 결혼식을 올리며 독신자 기숙사를 나왔다. 다음 해인 1990년부터 팀의 리그 5연패 달성을 유격수로서 뒷받침했다.
1992년 올스타전 1차전에서 유격수로 선발 출전해 이시이 히로오, 사사키 마코토와 함께 고마쓰 다쓰오로부터 3연속 홈런을 달성했다. 이 경기에서는 3안타를 쳐 내며 올스타전 우수 선수상을 수상했다. 정규 시즌에서는 리그 타율 3위를 기록해 또다시 베스트 나인과 골든 글러브상을 수상했다. 야쿠르트 스왈로스와 맞대결을 펼치며 네 번의 연장전을 거쳐 4승 3패를 거둔 그 해의 일본 시리즈가 자신이 출전한 일본 시리즈 가운데 가장 인상 깊었다고 한다.
1993년에는 나라하라 히로시의 성장으로 출전 기회가 줄어들며 규정 타석에는 도달하지 못했으나 구단으로부터 일정한 평가를 받아 50만엔이 상승한 연봉 약 7,750만엔에 계약을 갱신했다. 이듬해인 1994년에는 규정 타석에 도달하지 못했음에도 불구하고 개인 최고 타율을 기록했고 요미우리 자이언츠와 맞대결을 펼친 일본 시리즈 1차전에서 미즈노 가쓰히토로부터 만루 홈런을 쳐 내는 활약을 보였다. 계약 갱신에서는 연봉이 약 1억엔으로 억대 연봉에 도달했다. 같은 해 오프에서는 이시게 히로미치가 후쿠오카 다이에 호크스에 이적한 것을 계기로 포지션이 3루수로 변경돼 마쓰이 가즈오와 나라하라 히로시가 주로 유격수를 맡았다. 그 후 스콧 쿠퍼나 스즈키 겐이 주전 3루수가 되며 그는 2루수나 3루수를 맡았다.
1997년 야쿠르트와의 일본 시리즈 2차전에서 연장 10회에 대타로 나서 이토 도모히토로부터 끝내기 안타를 쳐 냈다. 시즌 후 자유 계약 권리를 획득했지만 이를 행사하지 않고 그대로 잔류했다. 대타를 맡았던 1999년에는 여름에도 낮 12시가 되자 구장에 제일 먼저 도착해 런닝이나 전력 질주, 배팅 연습 등을 전체 연습을 앞두고 소화하며 경기에 대비했다. 같은 해 오프에는 요미우리 자이언츠에 현금 트레이드로 이적해 연봉 약 3,200만엔에 계약을 맺었고 그는 다음 시즌이 현역 마지막 시즌이 될 거라 각오하고 있었다고 한다.

### 요미우리 자이언츠시절
이적 첫 해인 2000년에는 7경기 출전에만 그쳤고 같은 해 일본 시리즈가 끝난 다음 날 방출 통보를 받아 한 달가량 고심 끝에 은퇴했다.

## 야구선수 은퇴 후
2001년에는 분카 방송에서 해설자를 맡았고 2002년부터 친정팀인 사이타마 세이부 라이온스의 2군 타격코치로 발탁됐다. 나카무라 다케야, 구리야마 다쿠미 등 수많은 젊은 타자들을 배출한 명코치라는 평가를 받았다. 2006년 12월 25일에는 와세다 대학 인간과학부 통신교육과정에 합격한 사실이 일본 프로 야구 OB회를 통해서 밝혀졌다. 2007년에는 2군 야수종합코치, 2008년에는 2군 수비·주루 코치, 2009년에 또 다시 2군 타격코치를 맡고 나서 2010년에 구단 프런트에 전출돼 근무했다. 하지만 후임이던 오쿠보 히로모토가 부적절한 행위를 했다는 이유로 코치직에서 해임돼 7월 29일자로 2군 타격 코치로 복귀했다. 2013년부터는 타격코치를 담당했다.
이듬해 2014년, 팀은 개막 이후 최하위로 떨어질 정도의 침체를 겪었고 6월 3일에 감독 이하라 하루키가 구단에 휴양을 신청하며 다음날 6월 4일 요코하마 DeNA 베이스타스와의 경기 후 구단이 이하라 하루키가 성적 부진으로 물러난 것에 의해 시즌 남은 경기의 지휘를 그를 감독 대행으로 임명했다.
시즌 막판인 2014년 10월 2일 감독으로 취임했다.

## 플레이 스타일

### 타격
미국으로의 야구 유학으로 크라우칭 스타일을 몸에 익혔지만 일본 투수의 좌우로 흔드는 것에 대응하지 못하고 발을 들어서 공을 불러들이는 스타일로 변경했다. 포인트를 가까이 둔 것으로 광각 타법이 자기 몸에 익었고 1, 2루 사이를 빠져나가는 타격이나 우익수 앞에 떨어지는‘텍사스 히트’가 늘어났다. AK포의 뒤로 6번 타자로 활약했던 무렵에는 주자가 남아 있는 상황에서 타석에 서는 경우가 많아 안타를 칠 목적으로 타석에 서기도 했다.
한가운데로 들어오는 공은 어려워 그냥 보내거나 놓치는 일도 많았지만 높은 공은 볼로 보이는 공이라고 판단해 적극적으로 타격했다. 피하는 볼 배합이 처리하기가 어려웠기 때문에 같은 팀 포수인 다무라 후지오가 싫어했으나 팀 내에서 가진 미팅에서 타격코치로부터 호된 지적을 받는 일도 많았다.

### 수비
유격수 시절 2루수인 쓰지 하쓰히코와 3루수인 이시게 히로미치라는 간판 수비수 사이에 끼어있었다. 유격수 경험이 많았던 이시게 히로미치에게서는 수비에 대한 체크를 엄격하게 받았고 소리를 내지 않고 공을 잡는 바람에 이시게 히로미치를 격노하게 만든 적도 있었다. 쓰지에게서는 스프링 캠프 기간부터 연계 플레이의 연습을 함께 하고 있었지만 6-4-3 더블 플레이 송구를 할 때는 매우 긴장했다고 한다. 당시 감독이었던 모리 마사아키가 여유를 갖고 타구를 쫓아가는 고도의 신체적인 능력을 인정받아 이시게 히로미치와의 수비 위치가 변경된 후 10년간 유격수 수비로 팀을 지탱해 나갈 수 있었다고 평가했다.
30세를 지나며 유격수 수비에 몸이 따라가지 못하는 일이 많았다. 2루나 3루 수비에 대한 것에서 새로운 시점을 얻을 수가 있어서 공부가 됐다고 한다.

## 상세 정보

### 출신 학교
- 야마나시 현립 요시다 고등학교

### 수상·타이틀 경력
- 1989년, 1992년 베스트 나인, 골든 글러브상

### 개인 기록

#### 첫 기록
- 첫 출장·첫 선발 출장 : 1985년 8월 26일, 대 롯데 오리온스 19차전(가와사키 구장), 9번·2루수로서 선발 출장
- 첫 안타 : 1987년 4월 10일, 대 닛폰햄 파이터스 1차전(세이부 라이온스 구장), 5회말에 쓰노 히로시로부터
- 첫 홈런·첫 타점 : 1987년 4월 11일, 대 닛폰햄 파이터스 2차전(세이부 라이온스 구장), 2회말에 시바타 야스미쓰로부터 솔로 홈런

#### 기록 달성 경력
- 통산 1000경기 출장 : 1996년 7월 26일, 대 지바 롯데 마린스 15차전(세이부 라이온스 구장), 3번·3루수로서 선발 출장 ※역대 332번째

#### 기타
- 올스타전 출장 : 2회(1992년, 1994년)

### 등번호
- '51' (1985년 ~ 1986년)
- '6' (1987년 ~ 1999년)
- '23' (2000년)
- '76' (2002년 ~ 2009년)
- '82' (2010년 ~ 2016년)
- '75' (2019년)
- '71' (2020년 ~ )

### 등록명
- 田辺 徳雄(1985년 ~ 1999년, 2002년 ~ 2016년)
- 田辺 路朗(2000년)

### 연도별 타격 성적
| 연 도       | 소 속       | 경 기 | 타 석 | 타 수 | 득 점 | 안 타 | 2 루 타 | 3 루 타 | 홈 런 | 루 타 | 타 점 | 도 루 | 도 루 자 | 희 생 번 | 희 생 플 | 볼 넷 | 고 4 | 사 구 | 삼 진 | 병 살 타 | 타 율 | 출 루 율 | 장 타 율 | O P S |
| ----------- | ----------- | ----- | ----- | ----- | ----- | ----- | ------- | ------- | ----- | ----- | ----- | ----- | -------- | -------- | -------- | ----- | ---- | ----- | ----- | -------- | ----- | -------- | -------- | ----- |
| 1985년      | 세이부      | 2     | 4     | 4     | 0     | 0     | 0       | 0       | 0     | 0     | 0     | 0     | 0        | 0        | 0        | 0     | 0    | 0     | 1     | 1        | .000  | .000     | .000     | .000  |
| 1987년      | 세이부      | 78    | 241   | 223   | 24    | 50    | 10      | 1       | 7     | 83    | 15    | 3     | 2        | 6        | 1        | 11    | 0    | 0     | 37    | 7        | .224  | .261     | .372     | .633  |
| 1988년      | 세이부      | 74    | 214   | 198   | 25    | 51    | 8       | 2       | 7     | 84    | 23    | 1     | 0        | 10       | 0        | 6     | 0    | 0     | 27    | 6        | .258  | .279     | .424     | .703  |
| 1989년      | 세이부      | 114   | 472   | 424   | 51    | 134   | 20      | 3       | 8     | 184   | 68    | 18    | 10       | 21       | 8        | 14    | 1    | 5     | 32    | 8        | .316  | .345     | .434     | .779  |
| 1990년      | 세이부      | 113   | 371   | 330   | 34    | 79    | 20      | 1       | 6     | 119   | 34    | 8     | 7        | 21       | 2        | 17    | 0    | 1     | 30    | 5        | .239  | .279     | .361     | .640  |
| 1991년      | 세이부      | 124   | 415   | 359   | 42    | 96    | 19      | 0       | 11    | 148   | 54    | 3     | 3        | 17       | 4        | 34    | 1    | 1     | 63    | 5        | .267  | .332     | .412     | .744  |
| 1992년      | 세이부      | 126   | 441   | 401   | 50    | 121   | 32      | 0       | 13    | 192   | 63    | 4     | 4        | 16       | 2        | 19    | 0    | 3     | 48    | 10       | .302  | .338     | .479     | .817  |
| 1993년      | 세이부      | 104   | 291   | 260   | 26    | 64    | 13      | 1       | 6     | 97    | 32    | 4     | 1        | 11       | 3        | 15    | 0    | 2     | 36    | 10       | .246  | .292     | .373     | .665  |
| 1994년      | 세이부      | 104   | 365   | 337   | 44    | 114   | 18      | 1       | 8     | 158   | 41    | 6     | 4        | 11       | 0        | 16    | 1    | 1     | 41    | 10       | .338  | .370     | .469     | .839  |
| 1995년      | 세이부      | 117   | 389   | 348   | 38    | 89    | 14      | 1       | 6     | 123   | 40    | 8     | 6        | 14       | 4        | 20    | 0    | 3     | 55    | 16       | .256  | .302     | .353     | .655  |
| 1996년      | 세이부      | 83    | 229   | 210   | 19    | 46    | 8       | 0       | 7     | 75    | 19    | 1     | 1        | 10       | 1        | 7     | 1    | 1     | 34    | 6        | .219  | .248     | .357     | .605  |
| 1997년      | 세이부      | 63    | 136   | 122   | 9     | 26    | 2       | 0       | 3     | 37    | 13    | 3     | 0        | 5        | 2        | 6     | 0    | 1     | 21    | 2        | .213  | .256     | .303     | .559  |
| 1998년      | 세이부      | 79    | 185   | 168   | 9     | 42    | 4       | 2       | 4     | 62    | 30    | 0     | 0        | 3        | 3        | 11    | 1    | 0     | 23    | 7        | .250  | .296     | .369     | .665  |
| 1999년      | 세이부      | 41    | 77    | 70    | 3     | 13    | 2       | 0       | 1     | 18    | 9     | 1     | 0        | 0        | 2        | 5     | 1    | 0     | 18    | 4        | .186  | .240     | .257     | .497  |
| 2000년      | 요미우리    | 7     | 7     | 7     | 0     | 1     | 0       | 0       | 0     | 1     | 1     | 0     | 0        | 0        | 0        | 0     | 0    | 0     | 3     | 0        | .143  | .143     | .143     | .286  |
| 통산 : 15년 | 통산 : 15년 | 1229  | 3837  | 3461  | 374   | 926   | 170     | 12      | 87    | 1381  | 442   | 60    | 38       | 145      | 32       | 199   | 6    | 18    | 469   | 97       | .268  | .307     | .399     | .706  |

- 굵은 글씨는 시즌 최고 성적.